# K.B.Sts.B. Blatt 334
Der K.Bay.Sts.B. Blatt 334 ist ein Bayerischer Güterwagen. Dabei handelt es sich um einen zweiachsigen Schemelwagen der Gattung Hz/Hrz nach dem Musterblatt 334 für die Bayerischen Staatseisenbahnen gemäß Wagenstandsverzeichnis von 1913 (im WV von 1879 hat er die Blatt-Nr. 96, im WV von 1897 die Blatt-Nr. 226). Der Wagentyp wurde ausschließlich ohne Bremsen gebaut.

## Beschaffung
In den Jahren zwischen 1863 und 1875 beschafften die K.Bay.Sts.B. insgesamt 510 Schemelwagen der Gattungen Hz und Hrz nach Blatt-Nr. 334(gem. WV von 1913) in zwei Bauformen. Die erste Version, geliefert in den Jahren 1863 und 1871, hatte noch eine gemischte Bauform für das Untergestell aus Holz und Eisen. Die zweite Version, geliefert zwischen 1872 und 1875, hatte bereits ein komplett aus Profileisen bestehendes Untergestell. Auch die Abmessungen der Versionen unterschieden sich etwas.

## Verbleib
Im Verzeichnis von 1913 waren die Wagen alle schon mit dem Vermerk "die Wagen werden aus dem Betrieb gezogen" versehen. Da im Buchbestand der DRB insgesamt 1377 Wagen für die Gattung Hw Regensburg geführt werden ist anzunehmen, dass auch einige der Wagen der zweiten Version noch zur DRB übernommen wurden.

## Konstruktive Merkmale

### Untergestell
Version I
Das Untergestell dieser Version war noch aus einer Kombination von Profileisen und Holz aufgebaut. Die äußeren Längsträger sowie alle inneren Quer- und Diagonalprofile waren aus Eisen, die Pufferträger oder "Kopfstücke" aus Holz. Die äußeren Längsträger hatten ein U-Profil und eine Höhe von 252 mm. Im Gegensatz zu anderen Untergestellbauarten waren bei diesem auf Grund der Belastung durch den Drehschemel keine durchgehenden, inneren Längsträger vorhanden. Vielmehr wurden die diagonalen Pufferstützen bis zur Wagenmitte geführt, wo sie auf zwei links und rechts von der Mitte vorhandene, verstärkte Querträger trafen (siehe auch die Wagenskizze). Als Zugeinrichtung hatten die Wagen Schraubenkupplungen mit Sicherheitsbügel. Die Zugstange war wegen der besonderen Befestigung des Drehschemels nicht durchgehend, sondern wurde um diesen im Bogen herumgeführt. Sie war mittig gefedert. Als Stoßeinrichtung besaßen die Wagen Stangenpuffer mit einer Einbaulänge von 612 mm. Die Pufferteller hatten einen Durchmesser von 370 mm.
Version II
Das Untergestell dieser Version war komplett aus Profileisen aufgebaut. Die äußeren Längsträger hatten ein U-Profil und eine Höhe von 235 mm. Die übrigen Maße entsprachen der der Version I.

### Laufwerk
Das Laufwerk der beiden Versionen war gleich ausgeführt. Die Wagen hatten aus Flacheisen geschmiedete Fachwerk-Achshalter der kurzen, geraden Bauform. Gelagert waren die Achsen in geteilten Gleitachslagern bayerischer Bauform. Die Räder hatten Speichenradkörper der Bauart 38 mit einem Raddurchmesser von 986 mm. Die Federung bestand jeweils aus acht 1.130 mm langen Federblättern mit einem Querschnitt von 76 × 13 mm.

### Wagenkasten
Die Wagenkästen hatten – analog zum Untergestell – unterschiedliche Abmessungen. Sie waren aber sonst im Aufbau und in der Ausführung identisch. Der Wagenkasten war komplett aus Holz mit eisernen Profilverstärkungen aufgebaut. Die Wagen hatten in den Auslieferversionen an allen Seiten umklappbare, 292 mm hohe Bordwände. Im Gegensatz zu späteren Bauarten konnte hier der mittig angebrachte, aus Eisenprofilen bestehende, Drehschemel nicht durchgedreht werden. Das Auflager der Drehschemel war mit Eisenzinken versehen um ein Verrutschen der Ladung zu verhindern.

### Ausstattung
Zusätzlich gab es noch Sicherungsketten mit Einschlaghaken, die ebenfalls das Verrutschen der Ladung verhindern sollten. Die beiden eisernen Steckrungen des Drehschemels waren mit Spannketten verbunden. Je nach Lieferversion konnten zusätzlich zu den Steckrungen des Drehschemels noch zwischen 6 und 8 weitere in entsprechend vorhandene Rungentaschen der Ladefläche gesteckt werden.

## Skizzen, Musterblätter, Fotos

Ansicht zu Blatt 96 aus WV von 1879
Ansicht zu Blatt 226 aus WV von 1897
Ansicht zu Blatt 334 aus WV von 1913
Werksfoto der MAN zu Blatt 96

## Wagennummern
Die Daten sind den WV der Kgl.Bayer.Staatseisenbahnen, aufgestellt nach dem Stande vom 1. Juni 1879, dem 31. März 1897 und dem 1. März 1913 entnommen.

### Daten zur Ausführung Version I
| Hersteller- daten                     | Hersteller- daten                     | Hersteller- daten                     | Wagennummern je Epoche | Wagennummern je Epoche | Wagennummern je Epoche | Wagennummern je Epoche | Wagennummern je Epoche | Abmessungen | Abmessungen | Fahrwerk        | Fahrwerk        | Fahrwerk        | Fahrwerk        | Wände        | Wände        | Fassungsraum     | Fassungsraum      | Fassungsraum     | Fassungsraum  | Gewichte          | Gewichte           | Zusatzinfos                         |
| Bau- jahr                             | Her- stel- ler                        | Anz.                                  | bis 1875               | ab 1875                | ab 1909 (1907) | DR (ab 1923)           | Aus- gemu- stert       | Anz. Achs.  | Rad- stand  | LüP             | Unt. Gest.      | LA.             | Brem- sen       | Stirn        | Seite        | Lade- länge [mm] | Lade- breite [mm] | Boden- fläche m2 | Lade- raum m3 | Lade- gewicht [t] | Eigen- gewicht [t] | Bemerkungen                         |
| Vers. I; Blatt-Nr. aus WV von Gattung | Vers. I; Blatt-Nr. aus WV von Gattung | Vers. I; Blatt-Nr. aus WV von Gattung | 96 1879 H.             | 226 1897 H.            | 334 1913 Hrz | Hw Regensburg          |                        |             |             | (siehe Legende) | (siehe Legende) | (siehe Legende) | (siehe Legende) | umklapp- bar | umklapp- bar |                  |                   |                  |               |                   |                    | Drehschemel mit Doppel- kipfstangen |
| ------------------------------------- | ------------------------------------- | ------------------------------------- | ---------------------- | ---------------------- | --- | ---------------------- | ---------------------- | ----------- | ----------- | --------------- | --------------- | --------------- | --------------- | ------------ | ------------ | ---------------- | ----------------- | ---------------- | ------------- | ----------------- | ------------------ | ----------------------------------- |
| 1863                                  |                                       | 40                                    | 5 922– 5 961           | 70 001– 70 040         | Re 70 001 Re 70 004 Re 70 006 Re 70 007 Re 70 008 Re 70 011 Re 70 013 Re 70 014 Re 70 017 Re 70 019 Re 70 020 Re 70 021 Re 70 022 Re 70 024 Re 70 025 Re 70 031 Re 70 034 Re 70 036 Re 70 037 Re 70 038                                                                       |                        | <1915                  | 2           | 3.650       | 7.954           | H /E            |                 |                 | 2            | 2            | 6.750            | 2.482             | 16,0             | 4,7           | 10,0              | 5,9                | zusätzlich 4 Kipfen                 |
| 1866                                  |                                       | 32                                    | 7 256– 7 287           | 70 041– 70 072         | Re 70 044 Re 70 048 Re 70 050 Re 70 053 Re 70 062 Re 70 066 Re 70 070 Re 70 071 |                        | <1915                  | 2           | 3.650       | 7.954           | H /E            |                 |                 | 2            | 2            | 6.750            | 2.482             | 16,0             | 4,7           | 10,0              | 5,9                | zusätzlich 2 Kipfen                 |
| 1869                                  | MAN                                   | 30                                    | 8 329– 8 358           | 70 093– 70 122         | Re 70 097 Re 70 099 Re 70 104 Re 70 108 Re 70 112 Re 70 114 Re 70 115 Re 70 118 Re 70 121 |                        | <1915                  | 2           | 3.650       | 7.954           | H /E            |                 |                 | 2            | 2            | 6.750            | 2.482             | 16,0             | 4,7           | 10,0              | 5,9                | zusätzlich 2 Kipfen                 |
| 1871                                  |                                       | 50                                    | 8 686– 8 735           | 70 123– 70 172         | Re 70 123 Re 70 124 Re 70 125 Re 70 130 Re 70 131 Re 70 137 Re 70 138 Re 70 140 Re 70 143 Re 70 147 Re 70 150 Re 70 151 Re 70 152 Re 70 153 Re 70 154 Re 70 155 Re 70 156 Re 70 157 Re 70 158 Re 70 159 Re 70 161 Re 70 162 Re 70 167 Re 70 169 Re 70 170 Re 70 171 Re 70 172 |                        | <1915                  | 2           | 3.650       | 7.954           | H /E            |                 |                 | 2            | 2            | 6.750            | 2.482             | 16,0             | 4,7           | 10,0              | 5,9                | zusätzlich 2 Kipfen                 |

### Daten zur Ausführung Version II
| Hersteller- daten                      | Hersteller- daten                      | Hersteller- daten                      | Wagennummern je Epoche | Wagennummern je Epoche | Wagennummern je Epoche                    | Wagennummern je Epoche | Wagennummern je Epoche | Abmessungen | Abmessungen | Fahrwerk        | Fahrwerk        | Fahrwerk        | Fahrwerk        | Wände        | Wände        | Fassungsraum     | Fassungsraum      | Fassungsraum     | Fassungsraum  | Gewichte          | Gewichte           | Zusatzinfos                         |
| Bau- jahr                              | Her- stel- ler                         | Anz.                                   | bis 1875               | ab 1875                | ab 1909 (1907)                            | DR (ab 1923)           | Aus- gemu- stert       | Anz. Achs.  | Rad- stand  | LüP             | Unt. Gest.      | LA.             | Brem- sen       | Stirn        | Seite        | Lade- länge [mm] | Lade- breite [mm] | Boden- fläche m2 | Lade- raum m3 | Lade- gewicht [t] | Eigen- gewicht [t] | Bemerkungen                         |
| Vers. II; Blatt-Nr. aus WV von Gattung | Vers. II; Blatt-Nr. aus WV von Gattung | Vers. II; Blatt-Nr. aus WV von Gattung | 96 1879 H.             | 226 1897 H.            | 334 1913 Hrz                              | Hw Regensburg          |                        |             |             | (siehe Legende) | (siehe Legende) | (siehe Legende) | (siehe Legende) | umklapp- bar | umklapp- bar |                  |                   |                  |               |                   |                    | Drehschemel mit Doppel- kipfstangen |
| -------------------------------------- | -------------------------------------- | -------------------------------------- | ---------------------- | ---------------------- | ----------------------------------------- | ---------------------- | ---------------------- | ----------- | ----------- | --------------- | --------------- | --------------- | --------------- | ------------ | ------------ | ---------------- | ----------------- | ---------------- | ------------- | ----------------- | ------------------ | ----------------------------------- |
| 1872                                   |                                        | 150                                    | 10 331– 10 480         | 70 173– 70 322         | Re 70 173– Re 70 322                      |                        |                        | 2           | 3.650       | 8.224           | E               |                 |                 | 2            | 2            | 7.090            | 2.392             | 16,8             | 5,0           | 10,0              | 5,9                | zusätzlich 4 Kipfen                 |
| 1872                                   |                                        | 6                                      | 10 513– 10 518         |                        |                                           |                        | <1897                  | 2           | 3.650       | 8.224           | E               |                 |                 | 2            | 2            | 7.090            | 2.392             | 16,8             | 5,0           | 10,0              | 5,9                | zusätzlich 4 Kipfen                 |
| 1872                                   |                                        | 2                                      | 11 398– 11 399         |                        |                                           |                        | <1897                  | 2           | 3.650       | 8.224           | E               |                 |                 | 2            | 2            | 7.090            | 2.392             | 16,8             | 5,0           | 10,0              | 5,9                | zusätzlich 4 Kipfen                 |
| 1874                                   |                                        | 50                                     | 12 001– 12 050         | 70 323– 70 372         | Re 70 323– Re 70 372                      |                        |                        | 2           | 3.650       | 8.224           | E               |                 |                 | 2            | 2            | 7.090            | 2.392             | 16,8             | 5,0           | 10,0              | 5,9                | zusätzlich 4 Kipfen                 |
| 1874                                   |                                        | 50                                     | 12 486– 12 535         | 70 373– 70 422         | Re 70 373– Re 70 396 Re 70 398– Re 70 422 |                        |                        | 2           | 3.650       | 8.224           | E               |                 |                 | 2            | 2            | 7.090            | 2.392             | 16,8             | 5,0           | 10,0              | 5,9                | zusätzlich 4 Kipfen                 |
| 1875                                   |                                        | 100                                    | 13 599– 13 698         | 70 423– 70 522         | Re 70 423– Re 70 522                      |                        |                        | 2           | 3.650       | 8.224           | E               |                 |                 | 2            | 2            | 7.090            | 2.392             | 16,8             | 5,0           | 10,0              | 5,9                | zusätzlich 4 Kipfen                 |